# Elektronikdienstleister
Als Elektronikdienstleister (englisch: Electronics Engineering and Manufacturing Services, kurz E²MS) werden Dienstleister oder Dienstleistungsunternehmen für Entwicklung, Engineering und Produktion von Elektronik bezeichnet. Unter Entwicklung werden dabei sowohl die angewandte produktionsnahe Forschungsanwendung als auch die Produktentwicklung verstanden.
Elektronikdienstleistungen werden teils auch von Unternehmen der Electronics-Manufacturing-Services-Branche (kurz EMS; deutsch: Fertigungsdienstleister für elektronische Komponenten) mit erbracht oder von ihnen in Auftrag gegeben.

## Geschichte
Seit den 1990er Jahren hat sich eine breite Schicht von Elektronikdienstleistern unterschiedlicher Ausrichtung herausgebildet, die Leistungen bei den Geschäfts- und Fertigungsprozessen und/oder – je nach Geschäftsmodell – zunehmend auch bei Engineering, Logistik und After Sales Services anbieten. Während die Dienstleistungen und Unternehmen anfangs nur wenigen Spezialisten bekannt waren, bekam dieser neue und innovative Teilbereich der Elektronikbranche im Zuge der fortschreitenden Digitalisierung und des zunehmenden Bedarfs an elektronischen Baugruppen, Systemen und Geräten rasch Zuwachs. Das sogenannte E²MS-Geschäft ist heute in der Elektronikbranche allgemein bekannt und derartige Dienstleistungen sind mittlerweile bei allen Wertschöpfungsstufen von elektronischen Komponenten anzutreffen.
Teils entstanden Elektronikdienstleister im Zuge der zunehmenden Ausgliederung, dem sogenannten Outsourcing, bei der Elektronikindustrie. Outgesourcte Elektronikdienstleistungs-Unternehmen wie die auf elektronische Steuerungen für Solartechnik spezialisierte Solectron Corporation in den USA, die seit 2007 zu einem der weltweit führenden EMS-Unternehmen, der Flextronics International Ltd. in Singapur gehört, oder die international vertretene US-amerikanische Jabil Circuit, Inc. verzeichneten ein rapides Wachstum. In Deutschland entwickelte sich die bereits 1983 gegründete, mittelständische Katek GmbH in Grassau im Chiemgau unter dem Dach des Kathrein-Konzerns zu einem der größten deutschen Elektronikdienstleister.

## Der E²MS-Award

Logo des E²MS-Award 2013

Speziell für die Produzenten von elektronischen Baugruppen in Deutschland, Österreich und der Schweiz wird seit 2001 ein Wettbewerb mit Benchmark-Charakter durchgeführt, der Electronic Engineering and Manufacturing Services Award (kurz E²MS-Award), bei dem unter anderem der Titel Elektronikdienstleister des Jahres verliehen wird. Die Auszeichnung ist eine gemeinsame Initiative des Fachverband Elektronik-Design e. V. (FED), des Zentralverband Elektrotechnik- und Elektronikindustrie (ZVEI) und der Fachzeitschrift Elektronikpraxis. Nachdem der Wettbewerb von 2001 bis 2005 jährlich stattfand, wird er seither im 2-Jahres-Rhythmus durchgeführt. Während von 2001 bis 2007 insgesamt 120 Elektronikdienstleister teilnahmen, gab es alleine im Jahr 2013 bereits 50 Bewerber für den Award, was die Entwicklung der Branche widerspiegelt.
Zu den Preisträgern gehören unter anderem die Elektronikdienstleister Appel Elektronik in Heuchelheim bei Gießen (2011), Kathrein Sachsen in Mühlau bei Chemnitz (2009), Seidel Elektronik in Deutschlandsberg in Österreich (2013), Sumida Lehesten in Lehesten im Thüringer Wald (2011, 2013), TQ-Systems in Seefeld in Oberbayern (2002, 2004, 2007, 2011, 2013; Sonderpreis 2009) und Zollner Elektronik in Zandt in der Oberpfalz (2011, 2013).